# Совет Министров Литовской ССР

Герб Литовской ССР

Совет Министров Литовской ССР (лит. Lietuvos TSR Ministrų Taryba) или Совет Народных Комиссаров в 1940–46 (лит. Lietuvos TSR Liaudies Komisarų Taryba) — кабинет (исполнительная власть) Литовской ССР. Его структура и функции были созданы по образцу Совета Народных Комиссаров и Совета Министров Советского Союза. В состав Совета входили председатель, первый заместитель председателя, заместители председателя, министры и председатели государственных комитетов. Председатель совета приравнивался к премьер–министру и был вторым по рангу после первого секретаря Коммунистической партии Литвы.

## История и организация
После присоединения Литвы к Советскому Союзу в июне 1940 года Владимир Деканозов организовал переходное правительство, известное как Народное правительство Литвы. В июле провел выборы в Народный сейм (парламент). На первом заседании парламент провозгласил создание Литовской Советской Социалистической Республики и подал прошение о приеме в состав Советского Союза. 3 августа 1940 года прошение было принято. Новая конституция, скопированная с Конституции СССР 1936 года, была принята 25 августа, и Народное правительство было заменено Советом Народных Комиссаров.
В июне 1941 года, после нападения Германии на Советский Союз, Совет Народных Комиссаров эвакуировался вглубь России и бездействовал. Он вернулся в июле 1944 года после победы Красной Армии в операции «Багратион». В марте 1946 года Совет Народных Комиссаров был переименован в Совет Министров в рамках общесоюзного переименования Советского правительства. Из-за отсутствия надежных литовских коммунистов на различные должности в министерствах были завезены русские кадры. В 1947 году около трети министров плюс большинство заместителей министров были русскими.
Согласно конституции, Совет был назначен Верховным Советом Литовской ССР на его первой после выборной сессии сроком на четыре года (позже на пять лет). Формально Совет был подотчётен Верховному Совету и его Президиуму. На самом деле Верховный Совет был формальным органом, следовавшим приказам Коммунистической партии Советского Союза и Литвы. Хотя Совет действительно осуществлял исполнительную власть, он контролировался Коммунистической партией и зависел от неё. Например, когда после смерти Сталина председатель Мечисловас Гедвилас стал действовать более независимо от первого секретаря Антанаса Снечкуса, Гедвилас был обвинён в проблемах в сельском хозяйстве, которые привели к нехватке продовольствия, и был понижен в должности до министра образования.
Хотя министерства, их названия и функции часто менялись, министры, как правило, занимали должности длительные сроки. Например, министр финансов Ромуальдас Сикорскис прослужил 37 лет (1953–1990), министр связи Костас Онайтис прослужил 18 лет (1968–1986), министр юстиции Пранас Курис проработал 13 лет (1977–1990) и т. д. Министерства и их организация строго следовали примеру министерств Советского Союза. Например, в 1957 году Никита Хрущёв ввел совнархоз и упразднил многие министерства, отвечающие за промышленность. Реформа была отменена, и министерства были восстановлены во время советской экономической реформы 1965 года.

## Председатели
| Имя                                     | Начало правления     | Конец правления      | Комментарии                                              |
| --------------------------------------- | -------------------- | -------------------- | -------------------------------------------------------- |
| Палецкис, Юстас Игнович                 | 17 июня 1940 года    | 26 августа 1940 года | Как глава Народного правительства Литвы                  |
| Гедвилас, Мечисловас                    | 26 августа 1940 года | 10 января 1956 года  | в РСФСР в 1941–44 в связи с Великой Отечественной войной |
| Шумаускас, Мотеюс Юозович               | 16 января 1956 года  | 14 апреля 1967 года  |                                                          |
| Манюшис, Юозас                          | 14 апреля 1967 года  | 16 января 1981 года  |                                                          |
| Сонгайла, Рингаудас-Бронисловас Игнович | 16 января 1981 года  | 18 ноября 1985 года  |                                                          |
| Сакалаускас, Витаутас Владович          | 18 ноября 1985 года  | 11 марта 1990 года   | Совет заменен правительством Литвы                       |

## Министерства

### Совет народных комиссаров
Совет Народных Комиссаров имел следующие комиссариаты:

| Основные - Финансы: 1940–46 гг. - Торговля: 1940–46 гг. - Внутренние дела: 1940–46 гг. - Правосудие: 1940–46 гг. - Здоровье: 1940–46 гг. - Образование: 1940–1946 гг. - Государственный контроль: 1940–41, 1944–46 гг. - Государственная безопасность: 1941–46 (ср. НКГБ). - Труд: 1940–44 гг. - Социальное обеспечение: 1940–44 гг. - Иностранные дела: 1944–46 гг. - Совет по делам искусств: 1941–1946 гг. | Сельское хозяйство и промышленность - Пищевая промышленность: 1941, 1944–46 гг. - Легкая промышленность: 1945–46 гг. - Мясо и молочные продукты: 1941–46 гг. - Лесная промышленность: 1941, 1945–46 гг. - Сельское хозяйство: 1940–46 гг. - Зерновые и животноводческие совхозы: 1941–44, 1945–46. - Рыбная промышленность: 1945–46 гг. - Технические культуры: 1946 г. - Местная промышленность: 1940–41, 1944–46 гг. - Коммунальное хозяйство: 1940–41, 1945–46 гг. |

### Совет министров
В состав Совета министров входили следующие министерства:

| Основные - Финансы: 1946–1990 гг. - Социальное обеспечение: 1946–1988 гг. - Работа и социальное обеспечение: 1988–1990 гг - Здоровье: 1946–1990 гг. - Образование: 1946–1988 гг. - Высшее и специальное образование: 1966–1988 гг. - Народное образование: 1988–1990 гг. - Правосудие: 1946–59, 1970–90. - Иностранные дела: 1946–61, 1966–90 - Внутренние дела: 1946–62, 1968–90. - Безопасность общественного порядка: 1962–1968 гг. - Культура: 1953–1990 гг. - Кинематография: 1946–53 гг. - Связь: 1955–1990 гг. - Государственная безопасность: 1946–53 (ср. МГБ) - Государственный контроль: 1946–1958 гг. | Еда и сельское хозяйство - Сельское хозяйство: 1946–62, 1965–85 гг. - Производство сельскохозяйственной продукции и ресурсов: 1962–65 гг. - Пищевая промышленность: 1946–53, 1965–85 гг. - Легкая и пищевая промышленность: 1953 г. - Пищевая промышленность: 1953–1957 гг. - Мясная и молочная промышленность: 1946–53, 1965–85 гг. - Мясная и молочная промышленность: 1954–1957 гг. - Лесная промышленность: 1946–48, 1951–53, 1954–57. - Лесная и бумажная промышленность: 1948–51, 1953–54. - Лесное хозяйство: 1948–53, 1988–90 гг. - Лесная и лесная промышленность: 1957–1988 гг. - Мелиорация и водные ресурсы: 1965–1990 гг. - Ресурсы: 1961–62, 1969–85. - Сельское хозяйство и ресурсы: 1953–1954 гг. - Советская ферма: 1947–57 гг. - Зерновые и животноводческие совхозы: 1946 г. - Рыбная промышленность: 1946–1953 гг. - Животноводство: 1946–1947 гг. - Технические культуры: 1946–47 гг. - Производство фруктов и овощей: 1981–85 гг. - Зерновые продукты: 1985 г. | Промышленность и экономика - Торговля: 1946–1990 гг. - Строительство: 1946–54, 1957–88 гг. - Городское и сельское строительство: 1954–1957 гг. - Сельское строительство: 1965–85 гг. - Промышленность строительных материалов: 1946–57, 1965–90. - Коммунальное хозяйство: 1946–57, 1966–90. - Жилищные услуги: 1966–1990 гг. - Легкая промышленность: 1946–53, 1955–57, 1965–90. - Местная промышленность: 1946–53, 1965–90. - Местная и топливная промышленность: 1953–1957 гг. - Автотранспорт и автомобильные дороги: 1953–90 гг. - Дорога и транспорт: 1953 г. - Целлюлозная, бумажная и деревообрабатывающая промышленность: 1965–68 гг. - Мебельная и деревообрабатывающая промышленность: 1968–86 гг. - Мебельная и бумажная промышленность: 1986–1990 гг. - Текстильная промышленность: 1955–1956 гг. |